# Dianké
Dianké est une commune du Mali, dans le cercle de Niafunké et la région de Tombouctou.

## Géographie
La commune est située entre le lac Tanda à l'ouest et le lac Kabara à l'est.